# 철원군 (선거구)
철원군은 대한민국의 옛 국회의원 선거구이다. 당시 강원도 철원군 지역을 관할했다.

## 역사
1954년 11월, 수복지구의 행정권이 회복되면서 철원군 지역의 행정권이 회복되었다. 이에 제4대 국회의원 선거를 앞두고 철원군 전 지역을 관할하는 선거구로 신설되었다.
제6대 국회의원 선거를 앞두고 철원군 전 지역이 신설되는 철원군·화천군·양구군 선거구에 편입되면서 폐지되었다.

## 역대 국회의원
| 선거   | 정당 | 정당   | 의원   |
| ------ | ---- | ------ | ------ |
| 1958년 |      | 무소속 | 서임수 |
| 1960년 |      | 무소속 | 황학성 |

## 역대 선거 결과

### 대한민국 제4대 국회의원 선거
|  | 52.03% |

|  | 23.43% |

|  | 18.84% |

|  | 5.68% |

### 대한민국 제5대 국회의원 선거
|  | 38.54% |

|  | 13.14% |

|  | 12.64% |

|  | 10.71% |

|  | 8.44% |

|  | 5.68% |

|  | 3.85% |

|  | 2.45% |

|  | 1.88% |

|  | 1.47% |

|  | 1.15% |

|  | 0% |